# Juergen Teller
Juergen Teller (nacido en 1964 en Erlangen, Alemania) es un fotógrafo de moda.

## Estudios
Teller estudió en el Bayerische Staatslehranstalt für Photograhie de Múnich (1984–1986), antes de mudarse a Londres en 1986, donde vive desde entonces.

## Obra
Las fotografías de moda de Teller han sido publicadas en The Face Magazine, Vogue (Estados Unidos, Francia e Inglaterra), Another, Index, W Magazine, Self Service, Details, Purple e i-D entre otras. Durante los últimos 10 años ha colaborado con Marc Jacobs y en las campañas de Vivienne Westwood.
El trabajo de Teller se ha expuesto en solitario en la Fondation Cartier pour l'art de París; Munchner Fotomuseum en Múnich; Museum Folkswang (enlace roto disponible en Internet Archive; véase el historial, la primera versión y la última). en Essen; Galleria d'Arte Moderna en Bolonia; Frans Hals Museum en Holanda; Interleith House em Edimburgo y en el Haus der Kunst.  También ha participado en exposiciones colectivas como "Click Double Click" en elArchivado el 11 de junio de 2010 en Wayback Machine. en Múnich; "Street & Studio" en la galería Tate Modern en Londres; "A Poem About an Inland Sea" en el Ukrainian Pavilion en la 52 edición de la Bienal de Venecia; "Fashioning Fiction" en el Museo de Arte Moderno en Nueva York (MOMA) y en PHOTOESPAÑA en Madrid.

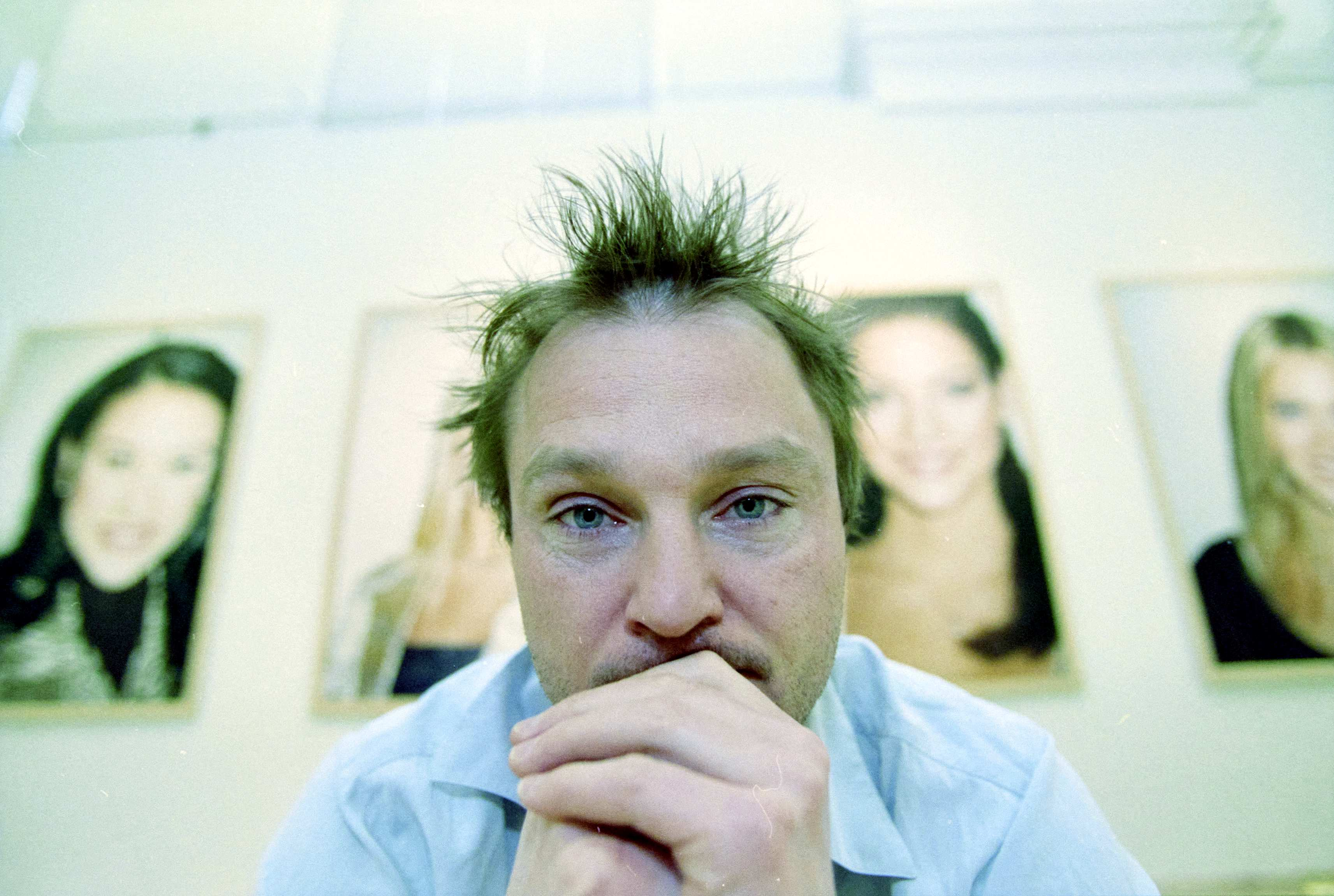
Teller in Haarlem, 2003

Teller utiliza un estilo duro sobreexponiendo el flash (externo) de su Contax G2.

## Publicaciones
- Jürgen Teller, Do You Know What I Mean, exhibition catalogue (París: Foundation Cartier pour l'art contemporain/Londres-Nueva York: Thames & Hudson, 2006)
- Ed in Japan (París: Purple publications, 2006)
- Nürnberg, (Goettingen: Steidl, 2006)
- Ohne Titel (Goettingen: Steidl, 2005)
- The Master (Goettingen: Steidl, 2004)
- Ich bin Vierzig (Goettingen: Steidl, 2004)
- Louis XV (Goettingen: Steidl, 2004)
- Nackig auf dem Fußballplatz (Goettingen: Steidl, 2003)
- Zwei Schäuferle mit Kloß und eine Kinderportion Schnitzel mit Pommes Frites (Goettingen: Steidl, 2003)
- Märchenstüberl (Goettingen: Steidl, 2002)
- More (Goettingen: Steidl, 2001)
- Tracht (Goettingen: Steidl/Lehmann Maupin Gallery, 2001)
- Go Sees (Zúrich: Scalo, 1999)
- Der verborgene Brecht. Ein Berliner Stadtrundgang (Zúrich: Scalo, 1998)
- Jürgen Teller (Colonia: Taschen, 1996)